# Xiliuhe (köpinghuvudort i Kina, Hubei Sheng, lat 30,31, long 113,69)
Xiliuhe (kinesiska: 西流河, 西流河镇) är en köpinghuvudort i Kina. Den ligger i provinsen Hubei, i den centrala delen av landet, omkring 64 kilometer sydväst om provinshuvudstaden Wuhan. Antalet invånare är 72 471. Befolkningen består av 34 514 kvinnor och 37 957 män. Barn under 15 år utgör 11,0 %, vuxna 15-64 år 75 %, och äldre över 65 år 12,0 %.
Runt Xiliuhe är det tätbefolkat, med 411 invånare per kvadratkilometer. Närmaste större samhälle är Pengchang, 18,1 km väster om Xiliuhe. Trakten runt Xiliuhe består till största delen av jordbruksmark.
Genomsnittlig årsnederbörd är 1 638 millimeter. Den regnigaste månaden är maj, med i genomsnitt 242 mm nederbörd, och den torraste är december, med 28 mm nederbörd.